# Развој светског рекорда у скоку увис у дворани за мушкарце
Први светски рекорд у скоку увис на отвореном за мушкарце признат је од ИААФ (International Association of Athletics Federations – Међународна атлетска федерација), 1886. године.
Закључно са 31. јануара 2018. ИААФ је ратификовала 3 светска рекорда за мушкарце у дворани. Резултати су исказани у метрима.

## Рекорди скока увис
Рекорди ратификовани од ИААФ-а
| Време  | Атлетичар           | Држава           | Место                        | Датум              | Бр. | Трајање                        |
| ------ | ------------------- | ---------------- | ---------------------------- | ------------------ | --- | ------------------------------ |
| 1,48   | Ламберт             | Велика Британија | Лондон, Уједињено Краљевство | 5. децембар 1863.  | 1   | 4 године, 11 месеци и 6 дана   |
| 1,575  | Ф. Стоун            | Сједињене Државе | Њујорк, САД                  | 11. новембар 1868. | 1   | 8 година и 26 дана             |
| 1,575  | А. Велдон           | Велика Британија | Лондон, Уједињено Краљевство | 7. децембар 1876.  | 1   | 8 година и 26 дана             |
| 1,60   | Х. Харис            | Велика Британија | Лондон, Уједињено Краљевство | 7. децембар 1876.  | 1   | 363 дана                       |
| 1,60   | П. Хајман           | Велика Британија | Лондон, Уједињено Краљевство | 5. децембар 1877.  | 1   | 363 дана                       |
| 1,625  | Ф. Г. Нот Бауер     | Велика Британија | Лондон, Уједињено Краљевство | 5. децембар 1877.  | 1   | 0 дана                         |
| 1,65   | П. Хајман           | Велика Британија | Лондон, Уједињено Краљевство | 5. децембар 1877.  | 2   | 2 године и 5 дана              |
| 1,65   | Х. Харис            | Велика Британија | Лондон, Уједињено Краљевство | 10. децембар 1879. | 2   | 2 године и 5 дана              |
| 1,675  | Чарлс Поланд        | Велика Британија | Лондон, Уједињено Краљевство | 10. децембар 1879. | 1   | 11 месеци и 28 дана            |
| 1,675  | В.О. Едмундс        | Сједињене Државе | Бостон, САД                  | 18. март 1880.     | 1   | 11 месеци и 28 дана            |
| 1,675  | Е.Ј. Вејд           | Велика Британија | Лондон, Уједињено Краљевство | 8. децембар 1880.  | 1   | 11 месеци и 28 дана            |
| 1,70   | Чарлс Поланд        | Велика Британија | Лондон, Уједињено Краљевство | 8. децембар 1880.  | 2   | 3 месеца и 18 дана             |
| 1,72   | А.Ц. Чарлс Денистон | Сједињене Државе | Бостон, САД                  | 26. март 1881.     | 1   | 8 месеци и 11 дана             |
| 1,725  | E. W. Cattle        | Велика Британија | Лондон, Уједињено Краљевство | 7. децембар 1881.  | 1   | 0 дана                         |
| 1,725  | Е.Ј. Вејд           | Велика Британија | Лондон, Уједињено Краљевство | 7. децембар 1881.  | 2   | 0 дана                         |
| 1,725  | Чарлс Поланд        | Велика Британија | Лондон, Уједињено Краљевство | 7. децембар 1881.  | 3   | 0 дана                         |
| 1,75   | Чарлс Поланд        | Велика Британија | Лондон, Уједињено Краљевство | 7. децембар 1881.  | 4   | 2 године, 1 месец и 10 дана    |
| 1,765  | N. W. McDermott     | Сједињене Државе | Балтимор, САД                | 17. јануар 1884.   | 1   | 3 године, 2 месеца и 30 дана   |
| 1,81   | Вилијам Берд-Пејџ   | Сједињене Државе | Филаделфија, САД             | 16. април 1887.    | 1   | 8 месеци                       |
| 1,83   | Вилијам Берд-Пејџ   | Сједињене Државе | Балтимор, САД                | 16. децембар 1887. | 2   | 3 године, 1 месец и 29 дана    |
| 1,83   | Вилијам Берд-Пејџ   | Сједињене Државе | Филаделфија, САД             | 23. јануар 1888.   | 3   | 3 године, 1 месец и 29 дана    |
| 1,85   | Џорџ Фиринг         | Сједињене Државе | Бостон, САД                  | 14. фебруар 1891.  | 1   | 0 дана                         |
| 1,885  | Џорџ Фиринг         | Сједињене Државе | Бостон, САД                  | 14. фебруар 1891.  | 2   | 1 година, 11 месеци и 28 дана  |
| 1,89   | Мајк Свини          | Сједињене Државе | Бостон, САД                  | 11. фебруар 1891.  | 1   | 7 дана                         |
| 1,905  | Мајк Свини          | Сједињене Државе | Филаделфија, САД             | 18. фебруар 1893.  | 2   | 1 година и 51 дан              |
| 1,905  | Мајк Свини          | Сједињене Државе | Ланкастер, САД               | 18. фебруар 1893.  | 3   | 1 година и 51 дан              |
| 1,91   | Мајк Свини          | Сједињене Државе | Бостон, САД                  | 10. април 1894.    | 4   | 10 месеци и 3 дана             |
| 1,915  | Мајк Свини          | Сједињене Државе | Вустер, САД                  | 13. фебруар 1895.  | 5   | 9 година и 7 дана              |
| 1,915  | Мајк Свини          | Сједињене Државе | Бруклин, САД                 | 30. новембар 1895. | 6   | 9 година и 7 дана              |
| 1,915  | Ирвинг Бакстер      | Сједињене Државе | Вашингтон, САД               | 11. март 1899.     | 1   | 9 година и 7 дана              |
| 1,94   | Сем Џоунс           | Сједињене Државе | Вашингтон, САД               | 20. фебруар 1904.  | 1   | 17 година, 1 месец и 5 дана    |
| 1,94   | Сем Лоренс          | Сједињене Државе | Бостон, САД                  | 9. фебруар 1912.   | 1   | 17 година, 1 месец и 5 дана    |
| 1,95A  | Клинт Ларсон        | Сједињене Државе | Солт Лејк Сити, САД          | 25. март 1921.     | 1   | 10 месеци и 7 дана             |
| 1.95   | Џон Марфи           | Сједињене Државе | Њујорк, САД                  | 1. фебруар 1922.   | 1   | 1 месец и 10 дана              |
| 1.95   | LeRoy Brown         | Сједињене Државе | Бостон, САД                  | 25. фебруар 1922.  | 1   | 1 месец и 10 дана              |
| 1,955  | LeRoy Brown         | Сједињене Државе | Њујорк, САД                  | 11. март 1922.     | 2   | 10 месеци и 20 дана            |
| 1,96   | LeRoy Brown         | Сједињене Државе | Албукерки, САД               | 28. јануар 1967.   | 3   | 11 месеци и 25 дана            |
| 1,96   | Дик Ландон          | Сједињене Државе | Њујорк, САД                  | 11. март 1922.     | 1   | 11 месеци и 25 дана            |
| 1,975  | Харолд Озборн       | Сједињене Државе | Чикаго, САД                  | 25. јануар 1924.   | 1   | 1 месец и 23 дана              |
| 1,98   | Харолд Озборн       | Сједињене Државе | Чикаго, САД                  | 19. март 1924.     | 2   | 10 месеци и 8 дана             |
| 1,988  | Харолд Озборн       | Сједињене Државе | Њујорк, САД                  | 27. јануар 1925.   | 3   | 11 дана                        |
| 1.991  | Харолд Озборн       | Сједињене Државе | Канзас Сити, САД             | 7. фебруар 1925.   | 4   | 1 месец и 13 дана              |
| 2,00   | Харолд Озборн       | Сједињене Државе | Чикаго, САД                  | 20. март 1925.     | 5   | 5 година, 10 месеци и 18 дана  |
| 2,00   | Берт Нелсон         | Сједињене Државе | Саут Бенд, САД               | 1. фебруар 1930.   | 1   | 5 година, 10 месеци и 18 дана  |
| 2,005  | Џорџ Шпиц           | Сједињене Државе | Њујорк, САД                  | 7. фебруар 1931.   | 1   | 11 месеци и 30 дана            |
| 2,02   | Џорџ Шпиц           | Сједињене Државе | Њујорк, САД                  | 6. фебруар 1932.   | 2   | 7 дана                         |
| 2,045  | Џорџ Шпиц           | Сједињене Државе | Бостон, САД                  | 23. фебруар 1932.  | 3   | 2 године, 1 месец и 4 дана     |
| 2,05   | Валтер Марти        | Сједињене Државе | Њујорк, САД                  | 17. фебруар 1934.  | 1   | 1 година, 11 месеци и 5 дана   |
| 2,05   | Gil Cruter          | Сједињене Државе | Форт Колинс, САД             | 22. фебруар 1936.  | 1   | 1 година, 11 месеци и 5 дана   |
| 2,055  | Едвард Берк         | Сједињене Државе | Њујорк, САД                  | 22. фебруар 1936.  | 1   | 1 година и 5 дана              |
| 2,055  | Корнелије Џонсон    | Сједињене Државе | Њујорк, САД                  | 22. фебруар 1936.  | 1   | 1 година и 5 дана              |
| 2,06   | Едвард Берк         | Сједињене Државе | Њујорк, САД                  | 27. фебруар 1937.  | 2   | 21 дан                         |
| 2,075≠ | Мел Вокер           | Сједињене Државе | Индијанаполис, САД           | 20. март 1937.     | 1   | 15 година, 11 месеци и 22 дана |
| 2.08   | Кен Визнер          | Сједињене Државе | Милвоки, САД                 | 14. март 1953.     | 1   | 14 дана                        |
| 2,10   | Кен Визнер          | Сједињене Државе | Чикаго, САД                  | 28. март 1953.     | 2   | 5 година, 9 месеци и 13 дана   |
| 2,11   | Џон Томас           | Сједињене Државе | Хановер, САД                 | 10. јануар 1959.   | 1   | 7 дана                         |
| 2.125  | Џон Томас           | Сједињене Државе | Бостон, САД                  | 17. јануар 1959.   | 2   | 14 дана                        |
| 2,13   | Џон Томас           | Сједињене Државе | Њујорк, САД                  | 31. јануар 1959.   | 3   | 21 дан                         |
| 2,13   | Џон Томас           | Сједињене Државе | Њујорк, САД                  | 14. фебруар 1959.  | 4   | 21 дан                         |
| 2,13   | Џон Томас           | Сједињене Државе | Њујорк, САД                  | 21. фебруар 1959.  | 5   | 21 дан                         |
| 2,165  | Џон Томас           | Сједињене Државе | Њујорк, САД                  | 21. фебруар 1959.  | 6   | 11 месеци и 9 дана             |
| 2,17   | Џон Томас           | Сједињене Државе | Њујорк, САД                  | 30. јануар 1960.   | 7   | 21 дан                         |
| 2,17   | Џон Томас           | Сједињене Државе | Бостон, САД                  | 6. фебруар 1960.   | 8   | 21 дан                         |
| 2,18   | Џон Томас           | Сједињене Државе | Њујорк, САД                  | 20. фебруар 1960.  | 9   | 20 дана                        |
| 2,195  | Џон Томас           | Сједињене Државе | Чикаго, САД                  | 11. март 1960.     | 10  | 10 месеци и 17 дана            |
| 2.21≠  | Валериј Брумељ      | Совјетски Савез  | Лењинград, Совјетски Савез   | 28. јануар 1961.   | 1   | 0 дана                         |
| 2,25≠  | Валериј Брумељ      | Совјетски Савез  | Лењинград, Совјетски Савез   | 28. јануар 1961.   | 2   | 13 година, 11 месеци и 20 дана |
| 2,26A  | Двајт Стоунс        | Сједињене Државе | Покатело, САД                | 17. јануар 1975.   | 1   | 1 дан                          |
| 2,265  | Двајт Стоунс        | Сједињене Државе | Лос Анђелес, САД             | 18. јануар 1975.   | 2   | 28 дана                        |
| 2,265  | Двајт Стоунс        | Сједињене Државе | Инглвуд, САД                 | 7. фебруар 1975.   | 3   | 28 дана                        |
| 2,27   | Двајт Стоунс        | Сједињене Државе | Оклахома Сити, САД           | 15. фебруар 1975.  | 4   | 6 дана                         |
| 2,28   | Двајт Стоунс        | Сједињене Државе | Њујорк, САД                  | 21. фебруар 1975.  | 5   | 11 месеци и 30 дана            |
| 2,29   | Двајт Стоунс        | Сједињене Државе | Њујорк, САД                  | 20. фебруар 1976.  | 6   | 1 дан                          |
| 2,30   | Двајт Стоунс        | Сједињене Државе | Сан Дијего, САД              | 21. фебруар 1976.  | 7   | 1 година, 10 месеци и 23 дана  |
| 2,31   | Грег Џој            | Канада           | Колеџ Парк, САД              | 13. јануар 1978.   | 1   | 14 дана                        |
| 2,32   | Френклин Џејкобс    | Сједињене Државе | Њујорк, САД                  | 27. јануар 1978.   | 1   | 1 месец и 13 дана              |
| 2,33   | Владимир Јашченко   | Совјетски Савез  | Милано, Италија              | 12. март 1978.     | 1   | 0 дана                         |
| 2,35   | Владимир Јашченко   | Совјетски Савез  | Милано, Италија              | 12. март 1978.     | 2   | 5 година, 10 месеци и 20 дана  |
| 2,36   | Игор Паклин         | Совјетски Савез  | Милано, Италија              | 1. фебруар 1984.   | 1   | 23 дана                        |
| 2,37   | Карло Транхарт      | Западна Немачка  | Берлин, Западна Немачка      | 24. фебруар 1984.  | 1   | 11 месеци и 29 дана            |
| 2.38   | Патрик Шеберг       | Шведска          | Берлин, Западна Немачка      | 22. фебруар 1985.  | 1   | 2 дана                         |
| 2,39   | Дитмар Мегенбург    | Западна Немачка  | Келн, Западна Немачка        | 24. фебруар 1985.  | 1   | 1 година, 10 месеци и 23 дана  |
| 2,40   | Карло Транхарт      | Западна Немачка  | Зимерат, Западна Немачка     | 16. јануар 1987.   | 2   | 16 дана                        |
| 2,41   | Патрик Шеберг       | Шведска          | Пиреј, Грчка                 | 1. фебруар 1987.   | 1   | 1 година и 25 дана             |
| 2,42   | Карло Транхарт      | Западна Немачка  | Берлин, Западна Немачка      | 26. фебруар 1988.  | 3   | 1 година и 6 дана              |
| 2,43   | Хавијер Сотомајор   | Куба             | Будимпешта, Мађарска         | 4. март 1989.      | 1   | 36 година и 87 дана            |